# Pierre Brunel (aviateur)
Pour les articles homonymes, voir Pierre Brunel et Brunel.
Pierre Brunel, né le 22 avril 1903 et mort le 4 janvier 1932 à Sartrouville (Yvelines), était un ingénieur aéronautique et aviateur français,.